# Ervín Hrych
Ervín Hrych (23. května 1929, Vrskmaň u Chomutova – 25. února 2016, Praha) byl český literární vědec, spisovatel literatury faktu, humorista a překladatel z angličtiny a francouzštiny.

## Životopis
Ervín Hrych studoval v letech 1948–1953 obor literární věda – čeština na FF UK. V letech 1953–1957 působil jako literární kritik v redakci Mladé fronty, 1957–1967 pracoval v zahraničním oddělení Svazu československých spisovatelů a 1967–1969 v zahraničním odboru Ministerstva kultury a informací. V letech 1970–1989 byl zaměstnán jako korektor v tiskárně Mír v Praze a měl omezenu možnost publikovat. Roku 1990 byl tiskovým mluvčím Ministerstva kultury, 1990–1995 působil jako redaktor v Československém, respektive Českém rozhlasu.
Mezi jeho nejznámější díla patří Krhútská kronika, humoristická kniha o fiktivním národě Krhútů. Při tvorbě této fiktivní mytologie Hrych vycházel, místy zcela doslovně, z textů T. R. Fielda-Šumavanského. Tuto inspiraci sice v úvodu zmínil a jmenoval Fielda jako duchovního otce celého konceptu, přesto Field (tehdy 76letý) věc nepřijal a obvinil Hrycha z plagiátorství.

## Dílo

### Vlastní knihy
- Krhútská kronika, Československý spisovatel, Praha 1967, znovu Marsyas, Praha 1991 a Adonai, Praha 2003.
- Ze sportovní čítanky, Olympia, Praha 1990,
- Duha aneb Předposlední Přemyslovec, DILIA, Praha 1990,
- Bedna od Slavkova, DILIA, Praha 1990,
- Dějiny světového humoru, Marsyas, Praha 1994,
- Slavná historie tabákového dýmu, Forma, Praha 1996, spoluautor,
- Velká kniha evropských panovníků, Regia a Knižní klub, Praha 1998,
- Velká kniha vojevůdců, bitev a zbraní, Regia a Knižní klub, Praha 2000,
- Velká kniha magie a čarování, Regia, Praha 2000,
- Velká kniha bohů a bájných hrdinů, Regia, Praha 2000,
- Kruté aforismy, Regia, Praha 2001,
- Velká kniha vládců starověku, Regia, Praha 2002,
- Velká kniha historických otazníků, Regia, Praha 2002,
- Velká kniha světového humoru, Regia, Praha 2003,
- Královský pitaval, aneb Kralovraždy ve světových dějinách, Regia, Praha 2004 (spoluautor Aleš Česal).

### Překlady z angličtiny
- Dick Francis: Oheň a bič, Olympia, Praha 1972,
- Bernard Malamud: Smolař, Olympia, Praha 1968,
- Howard M. Sachar: Dějiny státu Izrael, Regia, Praha 1999 (spolupřekladatelka Helena Hrychová),
- Timothy Zahn: Star Wars - Dědic impéria Regia, Praha 1993 (spolupřekladatelka Helena Hrychová),

### Překlady z francouzštiny
- André Cognat: Žil jsem mezi Indiány, Olympia, Praha 1971,
- Maniok je hořký (vietnamská lidová poezie), SNKLU, Praha 1964 (spolupřekladatel Jan Noha),
- Jean-Paul Ollivier: Úsvit se blíží Svoboda, Praha 1969 (spolupřekladatelka Melánie Rybárová),
- Claude Pezin: Hostem čarodějů, Olympia, Praha 1973 (jako Josef Hajný).